# Hospital Moinhos de Vento
O Hospital Moinhos de Vento é um hospital brasileiro privado localizado no bairro Moinhos de Vento, em Porto Alegre, no Rio Grande do Sul.
Foi reconhecido pelo Ministério da Saúde como um dos cinco hospitais de excelência do Brasil e o único da região Sul do Brasil. Em 2024 apareceu entre os 150 melhores hospitais do mundo segundo ranking especializado, baseado em opiniões de profissionais e satisfação dos pacientes.

## História
O lançamento da pedra fundamental da instituição ocorreu no ano de 1914, porém a fundação do hospital (Deutsches Krankenhaus, em alemão "Hospital Alemão") aconteceu apenas em 2 de outubro de 1927 pela comunidade teuto-riograndense. No mesmo ano, foi criado o Curso de Enfermagem, um dos pioneiros na área da saúde do Rio Grande do Sul.
Em 1942, o "Hospital Alemão" muda de nome e passa a se chamar Hospital Moinhos de Vento.
Em 1968, foi realizado no Hospital Moinhos de Vento o primeiro reimplante de mão do Brasil.
Em 1970, o Hospital Moinhos de Vento realizou o primeiro transplante de rim do Estado do Rio Grande do Sul.
Em 1990, foi realizada a primeira angioplastia coronária da Instituição.
Desde 1994, os princípios de aprimoramento de produtos e serviços do Hospital são realizados por meio da adesão ao Programa Gaúcho de Qualidade e Produtividade (PGQP), que busca a excelência em gestão e foco na sustentabilidade.
Em 2001, criou o Programa de Auditoria para Melhoria da Qualidade (PAMQ).
Em 2002, foi acreditado pela Joint Commission International (JCI), tendo sido o segundo hospital no Brasil a obter esta certificação internacional. Foi reacreditado, respectivamente, em 2005, 2008, 2011, 2014 e 2017.
Em 2003, foi criado o Instituto de Educação e Pesquisa (IEP) do Hospital Moinhos de Vento.
Em 2004, foi inaugurada a Unidade Moinhos de Vento no Shopping Iguatemi. Neste mesmo ano, o Hospital Moinhos de Vento inaugura o Centro Clínico Tiradentes.
Em 2009 o Hospital Moinhos foi reconhecido pelo Ministério da Saúde como um Hospital de Excelência, passando a integrar o Programa de Apoio ao Desenvolvimento Institucional do SUS (Proadi-SUS).
A partir de 2010, o Hospital iniciou um plano de expansão que contemplou o novo prédio da Tiradentes, a nova Emergência, a nova Oncologia, a ampliação do Centro Cirúrgico, a nova UTI de Reabilitação, a incorporação de novas tecnologias e o novo prédio de Internação com mais 100 leitos a disposição da comunidade.
Em 2011, o Hospital inaugurou a Maternidade Helda Gerdau Johannpeter.
No ano de 2013, o Hospital Moinhos de Vento assinou acordo de afiliação com a Johns Hopkins Medicine International, braço internacional da Johns Hopkins School of Medicine, sediada em Baltimore, nos Estados Unidos. A partir de então, as duas instituições passaram a trabalhar em conjunto para desenvolver especialidades, monitorar e ampliar as melhores práticas médicas e assistenciais.
Em 2014 o Hospital Moinhos, através de uma parceria público-privada, gestionou o projeto de construção do Hospital Restinga e Extremo-Sul, inaugurado neste mesmo ano.
Em 2015 o Hospital Moinhos lançou a Unidade Unique.
A inauguração do Centro de Oncologia Lydia Wong Ling em 2016 foi um marco na história do Hospital Moinhos de Vento. Alinhado à padrões internacionais, o Centro oferece prevenção, diagnóstico e tratamento para cura do câncer.
Em 2017, o Hospital lançou seu serviço de Telemedicina com o Projeto Teleoftalmo e inaugurou seu novo prédio de internação, com 100 leitos.
Em 2018, a instituição recebe a Certificação ISO 9001 no escopo Administração Hospitalar.
Em 2019, o Hospital Moinhos inaugurou a Emergência Pediátrica Elone Schneider Vontobel e foi o primeiro hospital do estado do Rio Grande do Sul a receber o Selo de Qualidade Cofen.
Em 2020, o Hospital Moinhos inaugurou o Laboratório de Patologia.
Em 2021, o Hospital expandiu o seu serviço de Emergência.
O Complexo Hospitalar Moinhos de Vento é formado por uma sede no bairro Moinhos de Vento, em Porto Alegre, no Rio Grande do Sul. Além de duas unidades externas: Unidade Iguatemi, localizada dentro do Shopping Iguatemi na cidade de Porto Alegre, e a Unidade Hub Canoas, localizada na cidade de Canoas, região metropolitana de Porto Alegre.
Atualmente, o presidente do Conselho de Administração é o Sr. Eduardo Bier de Araújo Correa, e o Superintendente Executivo, Mohamed Parrini Mutlaq.

## Perfil

### Sede Moinhos de Vento
Infraestrutura com quatro edifícios que totalizam 92.882 m² de área construída e 3.188m² de área verde nativa.
- 92.882 m² de área construída
- 3.188m² de área verde nativa
- 18.734 m² área ocupada do terreno
- 2.887 médicos credenciados em seu corpo clínico
- 3.664 colaboradores
- 4 edifícios com interligação
- 465 leitos

### Sede Iguatemi
A Sede Iguatemi conta com serviços voltados para a saúde e os cuidados da criança: teste da orelhinha, teste do pezinho, ecocardio pediátrica, ecografia geral pediátrica, odontologia pediátrica, oftalmologia pediátrica e vacinas. Em 2016, foi inaugurado o Núcleo da Mulher. Dentro do núcleo são realizados exames de mamografia, ecografia mamária, densitometria óssea, ecografia ginecológica e ecografia obstétrica.
- 1.159 m2 de área construída
- 77 médicos credenciados
- 88 colaboradores
- 6 consultórios médicos
- 3 consultórios odontológicos
- 6 especialidades

## Obras de arte
O Hospital possui diversas obras de arte em sua sede principal. Abaixo algumas delas:

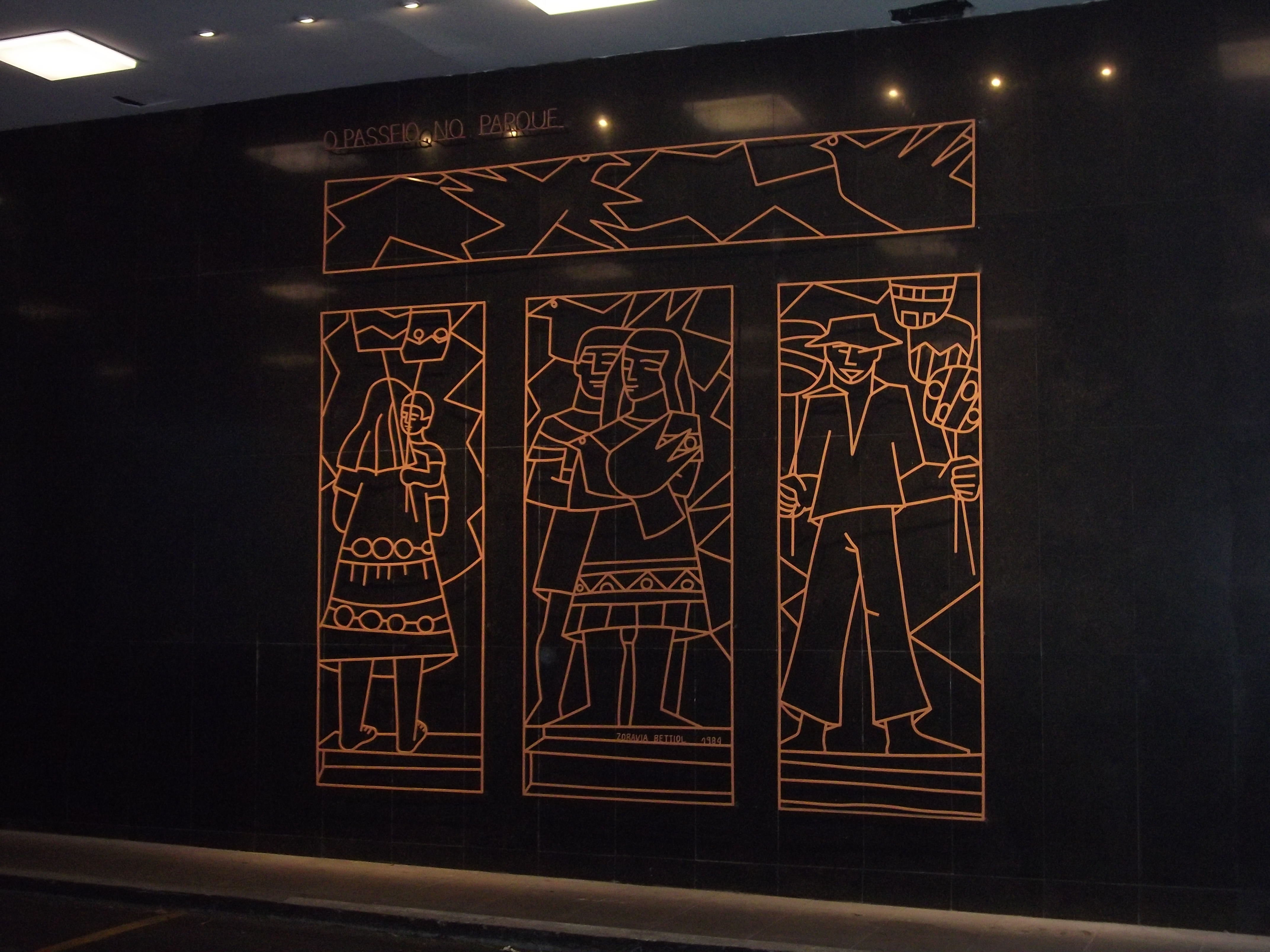
Mural "O Passeio no parque", mural de Zoravia Bettiol.
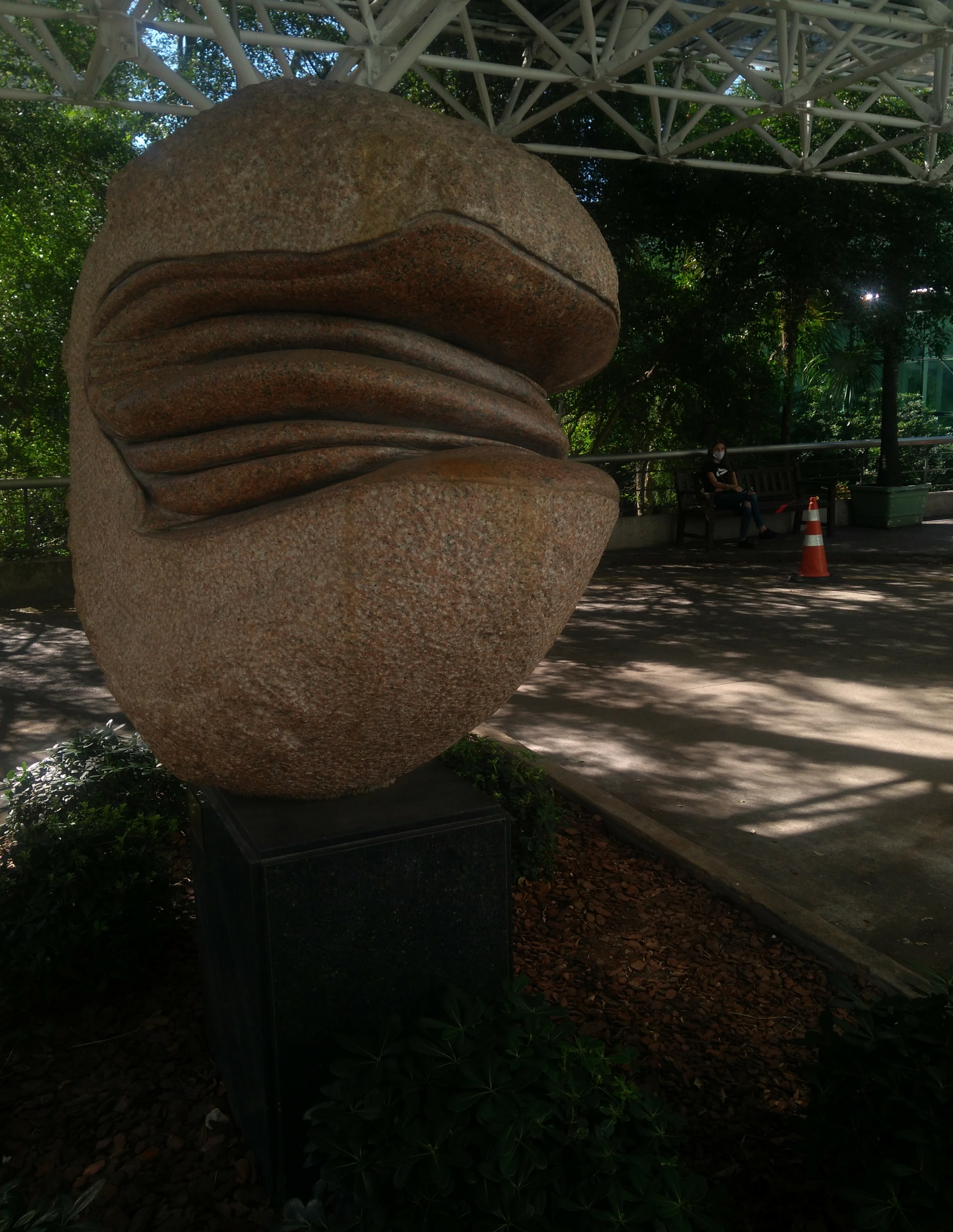
Escultura "Embrião", de Paulo Aguinsky.